# کوری فلدمن
 کوری اسکات فلدمن (انگلیسی: Corey Feldman؛ زادهٔ ۱۶ ژوئیهٔ ۱۹۷۱) بازیگر اهل ایالات متحده آمریکا است. وی از سال ۱۹۷۴ میلادی تاکنون مشغول فعالیت بوده‌است.
از فیلم‌ها یا برنامه‌های تلویزیونی که وی در آن نقش داشته است، می‌توان به روباه و سگ شکاری، ماوریک، گونیز، رؤیای یک رؤیای کوچک، حومه‌نشین‌ها، لاک‌پشت‌های نینجای ۳، گواهی‌نامه رانندگی و اسلحه پر ۱ اشاره کرد.